# Фишер, Китти

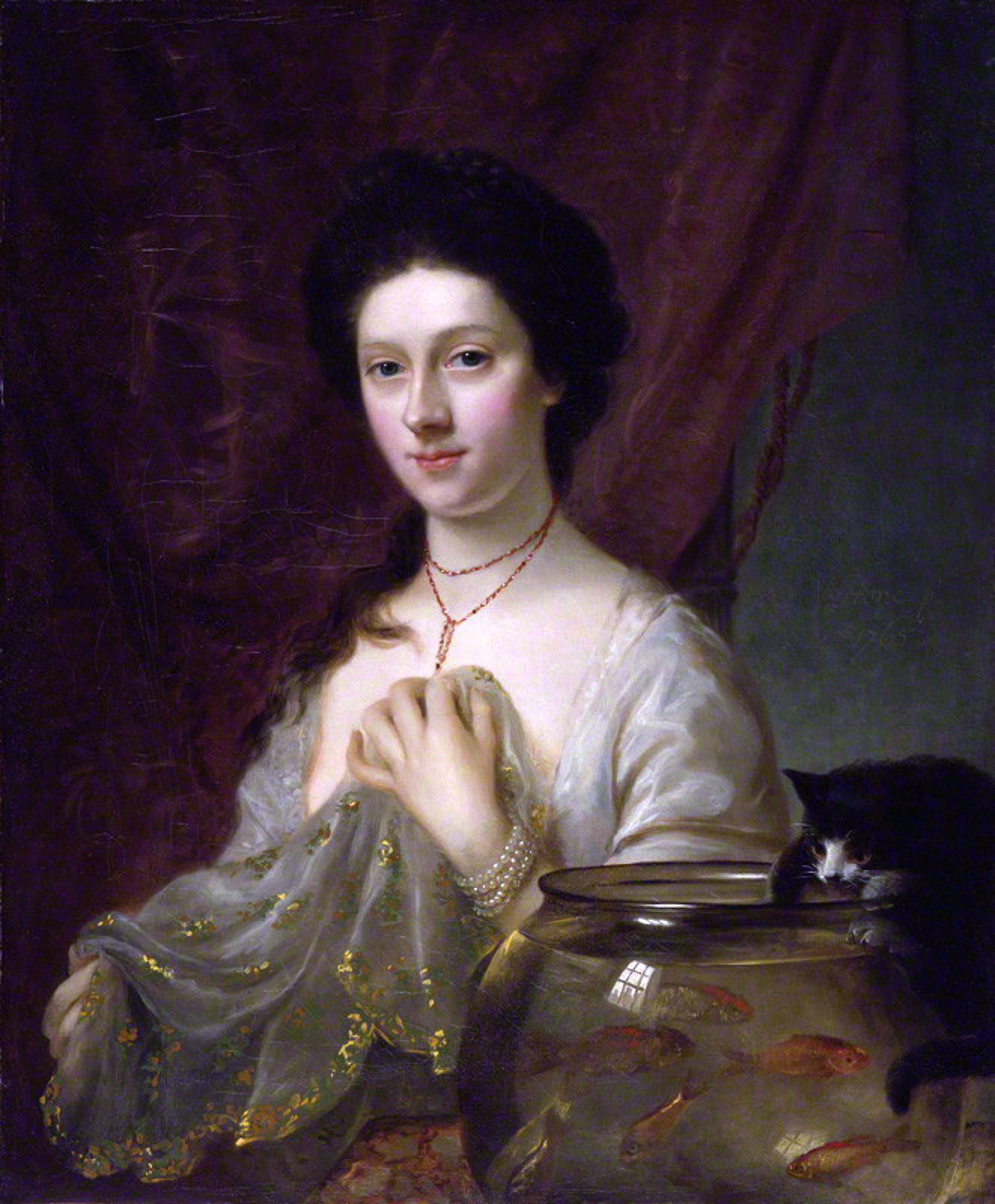
Натаниэль Хоун. Кэтрин Мария "Китти" Фишер, 1765

Кэтрин Мария Фишер, более известная как Китти Фишер (англ.  Catherine Maria Fisher, Kitty Fisher, 1738? — 23 марта 1767, Бат) — английская натурщица и куртизанка.

## Биография
О жизни Кэтрин Марии Фишер известно немного, сведения отрывочны и противоречивы. По некоторым данным, её отцом был чеканщик немецкого происхождения, лютеранин. Она славилась красотой и скупостью. Соперничала с другой знаменитой красавицей того времени Марией Ганнинг, в замужестве графиней Ковентри (Китти была любовницей графа).
Казанове, посетившему Англию в 1760-х годах, предложили провести ночь с Китти Фишер за её обычную цену — 100 гиней (120 фунтов стерлингов). Он отказался, поскольку она говорила только по-английски, он же не представлял себе любви без разговора на французском (по другим свидетельствам, она бегло говорила по-французски).
При жизни и после кончины Китти стала героиней многочисленных сатирических памфлетов в стихах и прозе, равно как малопристойных изображений.
Умерла от отравления свинцом. Она злоупотребляла модной в ту пору косметикой — свинцовыми белилами, которые были ядовиты.

## Образ в мемуаристике
Записи о Китти Фишер сохранились в дневниках Фанни Бёрни, Горацио Уолпола и др.

## Образ в искусстве
Была излюбленной натурщицей Джошуа Рейнольдса — она писал её в образе Данаи, в образе Клеопатры (1759) и др. Знаменитый ирландский миниатюрист эпохи Натаниэль Хоун написал её с котенком (англ. kitty), который пытается выудить золотую рыбку (goldfish) (1765). Также её писали Филипп Мерсье, Джеймс Норткотт и др. Существует гипотеза, что известная картина Джозефа Райта «Две девочки, одевающие котёнка при свете свечи» является сатирическим откликом на смерть Китти Фишер.

## Образ в памфлетах эпохи
- Rigdum Funidos, pseud. Kitty’s stream: or, The noblemen turned fisher-men. A comic satire. Addressed to the gentlemen in the interest of the celebrated Miss K----y F----r. London, 1759
- Thompson E. The meretriciad. S.l.: Printed for the author and sold by C. Moran, 1761
- [Mrs Inchbold]. The Fruitless Repentence; or, the History of Miss Kitty Le Fever. London, 1769

## Образ в массовой культуре
Стала героиней популярных детских стишков, известного телесериала «Призраки Оксфорд-стрит» (1991) и др.